# Maestra FIDE femenina
Maestra FIDE Femenina (en inglés, Woman FIDE Master o WFM) es un título de ajedrez concedido por la Federación Internacional de Ajedrez (FIDE). Este título está restringido a mujeres, es el segundo título de menor grado de los tres que concede la FIDe para mujeres. Estos tres títulos son:
1. Gran maestra femenina (WGM)
2. Maestra internacional femenina (WIM)
3. Maestra FIDE femenina (WFM)
4. Candidata a maestra (WCM)

Los requisitos para el título de WFM son más asequibles que los del título sin restricciones de sexo de menor grado, maestro FIDE (MF).
La lista de julio de 2005 de la FIDE tenía más de 600 mujeres con este título.